# Kabinett Viveka Eriksson

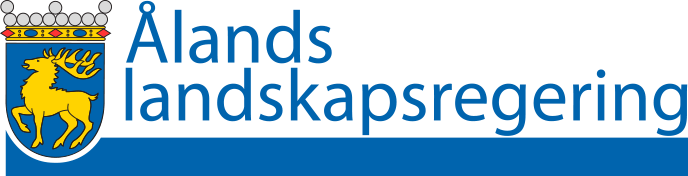
Logo der Åländischen Landschaftsregierung.

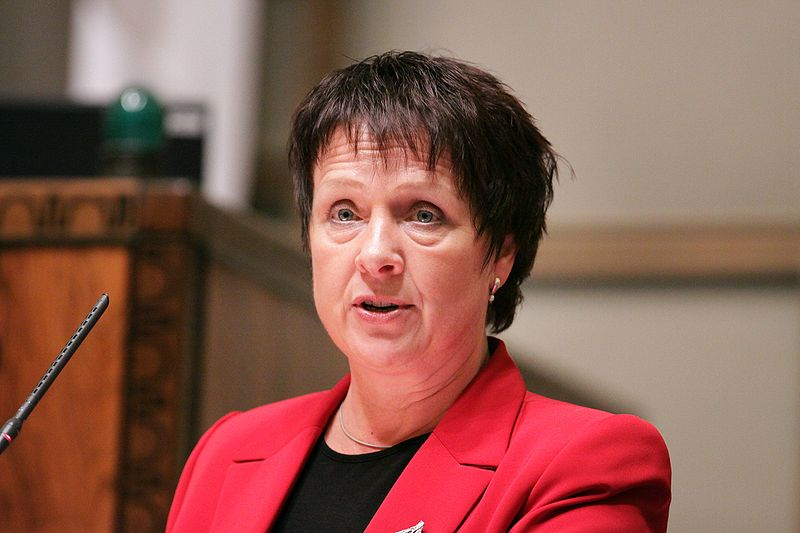
Viveka Eriksson war von 2007 bis 2011 Lantråd von Åland.

Das Kabinett Viveka Eriksson war von 2007 bis 2011 die Landschaftsregierung von Åland, eine mit weitgehender politischer Autonomie ausgestattete Landschaft Finnlands.
Die Regierung wurde am 26. November 2007 von Lantråd Viveka Eriksson von den Liberalen auf Åland LIB (Liberalerna på Åland) gebildet und löste das Kabinett Nordlund IV ab. Dem Kabinett gehörten neben der LIB Vertreter des Åländischen Zentrums C (Åländsk Center) des bisherigen Lantråd von Åland Roger Nordlund an. Bei der vorausgegangenen Wahl vom 21. Oktober 2007 gingen die LIB von Viveka Eriksson mit 32,6 Prozent (10 Sitze) sowie die C des bisherigen Lantråd Roger Nordlund mit 24,2 Prozent (8 Mandate) als stärkste Fraktionen in der 30-köpfigen Lagting, dem Parlament von Åland, hervor. Weitere Parteien in der Lagting waren die Ungebundenen Sammlung auf Åland ObS (Obunden Samling) unter Gun-Mari Lindholm mit 12,3 Prozent (4 Sitze), die Ålands Sozialdemokraten ÅSD (Ålands socialdemokrater) von Barbro Sundback mit 11,8 Prozent (3 Mandate), die Freisinnige Zusammenarbeit FS (Frisinnad Samverkan) unter Johan Ehn mit 9,6 Prozent (3 Mandate) sowie Ålands Zukunft ÅF unter Anders Eriksson mit 8,3 Prozent (2 Sitze). Die am 6. November 2007 eine Koalitionsregierung von Viveka Eriksson aus LIB und C verfügte in der Lagting über 18 der 30 Sitze.
Bei der darauf folgenden Wahl vom 16. Oktober 2011 ging das C von Harry Jansson mit 23,6 (7 Mandate) als stärkste Fraktion hervor, gefolgt von der LIB von Lantråd Eriksson mit 20,2 Prozent (6 Sitze) und der ÅSD unter der neuen Vorsitzenden Camilla Gunell mit 18,6 Prozent (6 Mandate). Ferner gehörten dem Parlament die aus der FS hervorgegangene Moderate Sammlung für Åland MSÅ (Moderat samling för Åland) von Johan Ehn mit 14 Prozent (4 Sitze), die ObS unter Gun-Mari Lindholm mit 12,6 Prozent (4 Mandate) und die ÅF von Anders Eriksson mit 9,9 Prozent (3 Sitze) an. Nach der Wahl bildete Camilla Gunell am 25. November 2011 das Kabinett Gunell, eine Koalitionsregierung aus ÅSD, C, ObS und MSÅ, die in der Lagting 21 der 30 Abgeordneten stellte. Ab dem 1. März 2010 erhielt die Mitglieder der Landschaftsregierung offiziell die Amtsbezeichnung „Minister“.

## Mitglieder des Kabinetts
Der Regierung gehörten folgende Politiker an:
| Amt                            | Amtsinhaber                         | Partei | Partei | Beginn der Amtszeit                 | Ende der Amtszeit                   |
| ------------------------------ | ----------------------------------- | ------ | ------ | ----------------------------------- | ----------------------------------- |
| Lantråd                        | Viveka Eriksson                     |        | LIB    | 26. November 2007                   | 25. November 2011                   |
| Vicelantråd Bildung und Kultur | Britt Lundberg                      |        | C      | 26. November 2007                   | 25. November 2011                   |
| Industrie und Handel           | Jan-Erik Mattsson Torbjörn Eliasson |        | C      | 26. November 2007 19. April 2010    | 19. April 2010 25. November 2011    |
| Soziales und Umwelt            | Katrin Sjögren                      |        | C      | 26. November 2007                   | 25. November 2011                   |
| Verkehr                        | Runar Karlsson Veronica Thörnroos   |        | C      | 26. November 2007 2. September 2009 | 2. September 2009 25. November 2011 |
| Finanzen                       | Mats Perämaa                        |        | LIB    | 26. November 2007                   | 25. November 2011                   |
| Inneres                        | Roger Eriksson                      |        | LIB    | 26. November 2007                   | 25. November 2011                   |